# 希奇夫
50°39′7″N 28°35′22″E / 50.65194°N 28.58944°E
希奇夫（烏克蘭語：Хичів），是烏克蘭北部的村莊，隸屬日托米爾州的日托米爾區。該村面積7平方公里，海拔高度212米，2001年人口134，人口密度每平方公里19.14人。